# 1199
Cette page concerne l'année 1199  du calendrier julien. Pour l'année 1199 av. J.-C., voir 1199 av. J.-C.
L'année 1199 est une année commune qui commence un vendredi.

## Événements

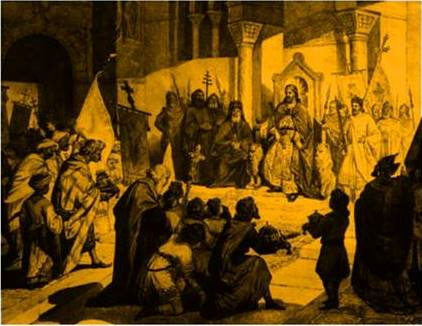
6 janvier : couronnement de Léon II le Magnifique.

- 6 janvier[2] : couronnement de Léon II le Magnifique, premier roi d’Arménie. Création du royaume arménien de Cilicie (fin en 1375). Union éphémère entre les Églises arméniennes et catholiques.
  - Léon II, chef de la principauté arménienne de Cilicie, reçoit des souverains occidentaux et du pape le titre de roi. Il est couronné à l’église Sainte-Sophie de Tarse. Sous son règne, la Cilicie arménienne connaît sa plus grande prospérité et quelques années de paix. Léon II instaure des institutions latines et fait de sa nouvelle capitale, Sis, une ville florissante. Il vainc les Arabes et les Turcs. Sa fille Zabel épouse Hetmoun, fils de son général, qui fonde une nouvelle dynastie.
- 12 ou 22 janvier : mort à Marrakech de Abu Yusuf Yaqub al-Mansur ; son fils Muhammad an-Nasir devient calife Almohade (fin de règne en 1212). Il doit réprimer une révolte des tribus ghorama de l’Atlas, puis combattre les partisans de l’Almoravide Yahia Ben Ghaniya qui occupent le Maghreb oriental[3].

- 9 février : mort de Minamoto no Yoritomo, d’une chute de cheval. Le 22, Minamoto no Yoriie devient shogun au Japon[4]. Le clan des Hojo se substitue à celui des Minamoto et gouverne en prenant le titre de shikken. Tokimasa Hōjō devient le premier shikken.

- Erkin-kara, frère de Toghril, Ong-khan des Kereit, soutenu par les Naïmans, s’empare du pouvoir en obligeant l’Ong-khan à s’enfuir. Ce dernier demande de l’aide à Temüjin qui le rétablit sur son trône[5].

### Europe
- 13 janvier : en présence du légat du pape Innocent III, Pierre de Capoue, conférence entre Philippe-Auguste et Richard Cœur de Lion entre Vernon et Les Andelys, qui aboutit à une trêve de cinq ans[6].
- 19 février : l’ordre des Chevaliers Teutoniques, fondé par des chevaliers allemands et des bourgeois des villes du Nord en 1187 est approuvé par une bulle du pape Innocent III[7].

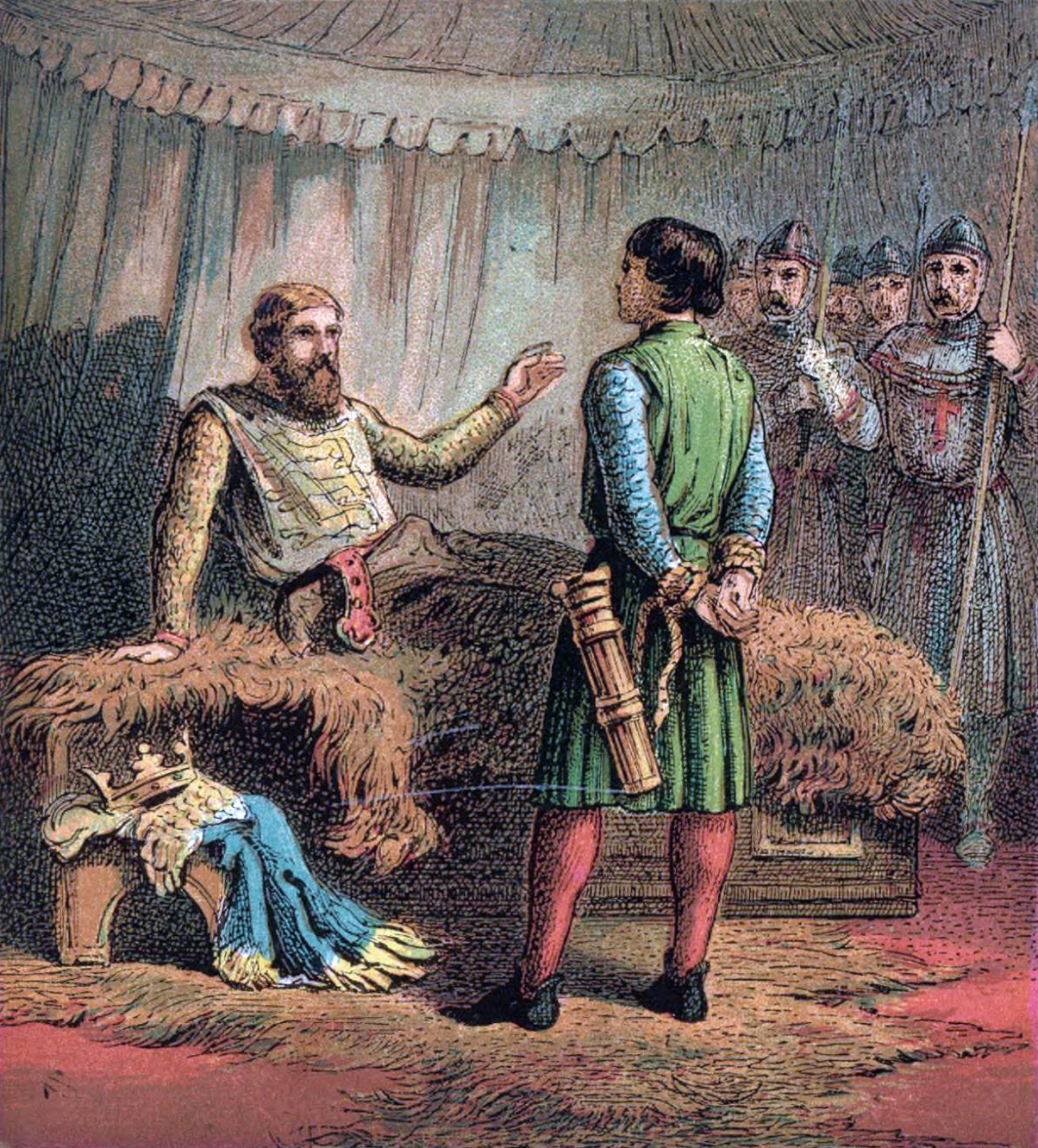
La mort de Richard Cœur de Lion. Gravure de Joseph Martin Kronheim, 1868.

- 25 mars : dans la bulle pontificale Vergentes in senium, Innocent III assimile l’« aberration dans la foi » à un crime de lèse-majesté, concept romain redécouvert à cette époque par les autorités laïques. Cette lutte contre les hérétiques pose les bases de l'Inquisition...
- 6 avril : mort de Richard Cœur de Lion, des suites d’une blessure par un carreau d’arbalète reçue le 26 mars au siège de Châlus lors d’une guerre contre le vicomte de Limoges.
- 27 mai : couronnement de Jean sans Terre, roi d’Angleterre  (fin de règne en 1216)[8]. Jean sans Terre spolie son neveu Arthur de Bretagne du trône d’Angleterre malgré le soutien de Philippe Auguste. Arthur est emprisonné à Rouen (1202).
- Mai : 
  - Philippe Auguste reçoit l’hommage solennel d’Arthur de Bretagne pour les comtés d’Anjou, du Maine et de Touraine[8].
  - Saintes et Oléron reçoivent confirmation de leurs chartes de commune par la reine Aliénor[9].
- 1er juillet : 
  - mariage du comte Thibaut III de Champagne avec Blanche de Navarre (v. 1175 - † 1229), fille du roi de Navarre Sanche VI le Sage[10].
  - la reine Aliénor d’Aquitaine accorde par une charte aux bourgeois de Bordeaux l’abolition des coutumes entravant le commerce des vins[11].
- 14 juillet : Saint-Jean-d’Angély reçoit sa charte de commune[12].
- 3 août : Pierre de Courtenay est battu et fait prisonnier à Cosne-sur-Loire lors d’un conflit qui l’oppose à Hervé IV de Donzy pour la possession du château de Gien. Il est contraint de lui céder la main de sa fille Mathilde ainsi que le comté de Nevers à la suite de la médiation du roi de France[13].
- 18 septembre, Auvers-le-Hamon : Jean sans Terre passe d’Angleterre en Normandie, puis dans le Maine ; il entre sans difficulté au Mans le 22 septembre[8].
- 5 octobre : le pape Innocent III lance un appel à la croisade contre les Lives. Il accorde les mêmes privilèges et les mêmes indulgences que pour la reconquête des lieux saints[14]. Albert de Buxhoeveden devient évêque de Livonie.
- Octobre : 
  - Philippe Auguste se déclare le protecteur d’Arthur de Bretagne, envahit le Maine conjointement avec le jeune duc, dont Guillaume des Roches conduit les troupes. Après la destruction de Ballon, le roi de France prend Le Mans, assiège Lavardin, puis se retire devant l’arrivée des troupes anglaises. Irrité, Guillaume des Roches tente de rapprocher Arthur de son oncle Jean sans Terre, mais le jeune duc se met à nouveau sous la garde du roi de France[8].
  - cession de Gien à Philippe Auguste par Hervé IV de Donzy[15].

- Première mention documentaire du pays de Maramureş, au nord de la principauté de Transylvanie, comme lieu de chasse royale hongrois, situé en dehors du royaume féodal, sur un territoire à population valaque[16].
- Le prince Roman Mstislavich fonde la Rus' de Halych-Volodymyr. La Volhynie est réunie à la Galicie[17].